# Уткина заводь (затон)

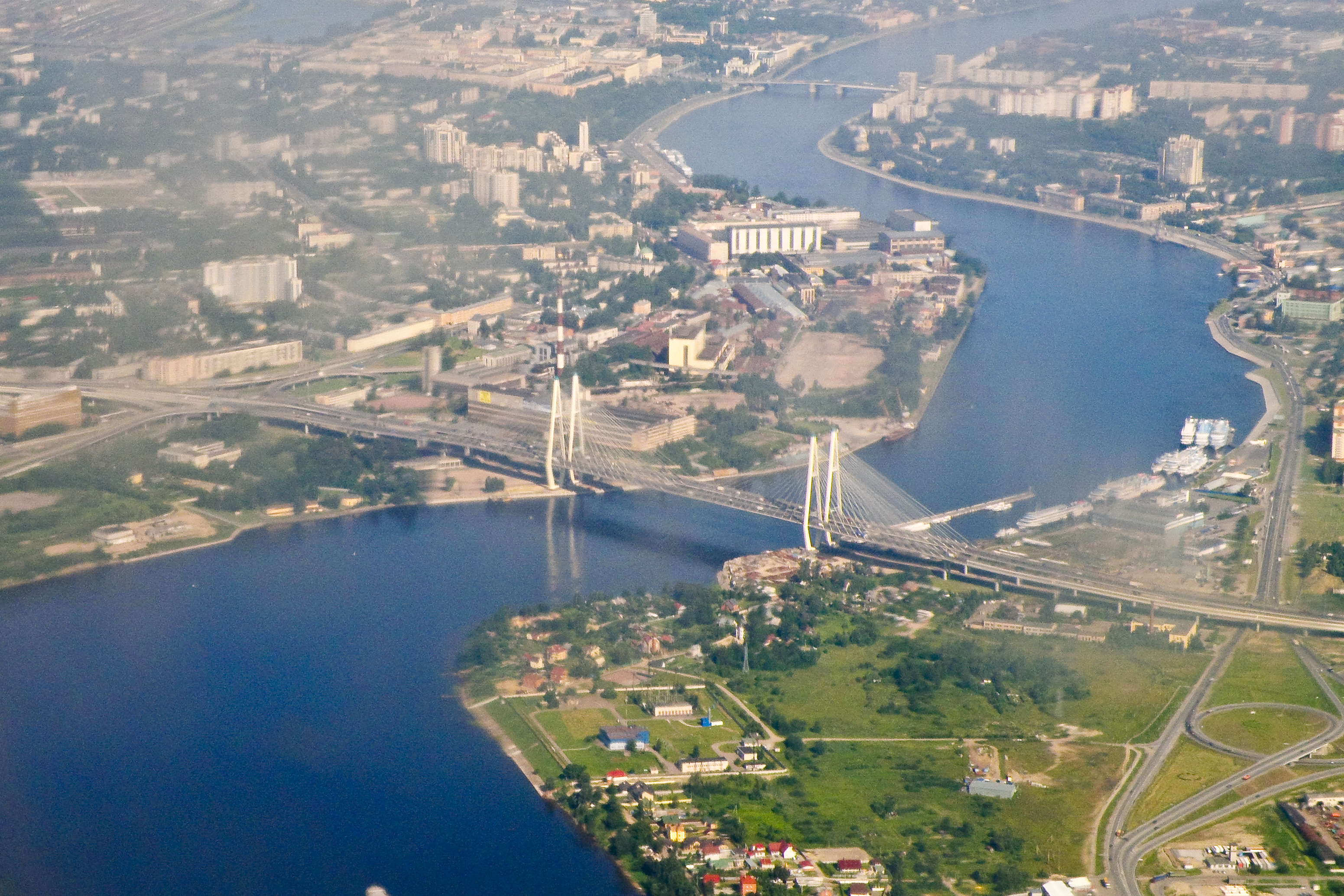
Уткина заводь на реке Неве (справа, вид между Большим Обуховским и Володарским мостами)

У́ткина за́водь (также Соляна́я за́водь) — затон на реке Неве в Санкт-Петербурге, устроенный в конце XIX века для стоянки судов на Неве. Расположена у правого берега реки и отделена от основного русла дамбой; глубина достигает 4,7 м в отгороженном участке и 12,3 м в основном русле.
По широко распространённой версии, название произошло по фамилии местного заводчика и землевладельца Уткина. Однако существуют достоверные сведения о том, что ещё в шведские времена река Утка называлась по-фински Сорсайоки (Сорейоки, Сорсийоки) — от фин. sorsa «утка».
По заводи получил название исторический район Санкт-Петербурга Уткина Заводь.